# HD32996
HD32996 — хімічно пекулярна зоря спектрального класу A0, що має видиму зоряну величину в смузі V приблизно  6,0.
Вона  розташована на відстані близько 363,2 світлових років від Сонця.

## Фізичні характеристики
Зоря HD32996 обертається 
порівняно повільно 
навколо своєї осі. Проєкція її екваторіальної швидкості на промінь зору становить  Vsin(i)= 26км/сек.

## Пекулярний хімічний вміст
Зоряна атмосфера HD32996 має підвищений вміст 
Si
.